# 任丘站
任丘站位于中华人民共和国河北省沧州市任丘市新华路街道渤海东路路首，是京九铁路上的火车站，上行距北京西站147Km，建于1996年，现由中国铁路北京局集团衡水车务段管辖。

## 歷史
- 建于1996年。京九铁路建成后任丘站同期营运，时隶属于北京铁路局北京铁路分局管辖。
- 2005年，裁撤铁路分局实施站段直管，本站改为由北京铁路局衡水车务段管辖。
- 2020年2月21日至3月31日，任丘站封闭改造並进行月台加高工程，暂停办理客运业务。

## 車站周邊
- 任丘艾尚精致酒店
- 任丘市地方税务局
- 任丘市国土资源局
- 雁翎公园
- 任丘协和医院
- 中国银行任丘渤海东路支行
- 任丘源平酒店
- 中油燕山国际大酒店
- 任丘市第八中学
- 任丘市第四实验小学
- 昆仑国际酒店任丘华北油田总部店
- 都市花园酒店任丘美食城店

## 邻近车站
车站另有两专用线连接至华北石油供应总库和任丘市任华热电厂。

## 外部連結
- 中国铁路客户服务中心（页面存档备份，存于）